# Nayara Figueira
Nayara Figueira (São Paulo, 9 de junho de 1988) é uma atleta de nado sincronizado brasileira. É integrante da seleção nacional da modalidade além de competir pelo Clube Paineiras em competições locais.

## Biografia
Disputou competições nas categorias juvenis na seleção onde ganhou títulos sul-americanos em 2001 (equipes), em 2003 e em 2005 (ambas no solo).
Entrou para seleção adulta em 2004. Em 2007 levou a medalha de bronze nos Jogos Pan-Americanos de 2007, na cidade do Rio de Janeiro.

## Olimpíadas
Ela participou dos Jogos de 2008 e 2012, em ambos ficou na 13º posição, com Lara Teixeira.